# Rengaine
Pour plus de détails, voir Fiche technique et Distribution.
Rengaine est un film français réalisé par Rachid Djaïdani, sorti en France le 14 novembre 2012.
Le film a été sélectionné dans le cadre de la Quinzaine des réalisateurs du Festival de Cannes 2012,,,.

## Synopsis
À Paris, Dorcy, jeune Noir chrétien, et Sabrina, jeune Maghrébine, veulent se marier. Leur projet se heurte toutefois à un tabou bien ancré dans les mentalités des deux communautés : pas de mariage entre Noirs et Arabes. Slimane, le grand frère, gardien des traditions, va s'opposer par tous les moyens à cette union.

## Fiche technique
- Titre : Rengaine
- Réalisation : Rachid Djaïdani
- Scénario : Rachid Djaïdani
- Image : Rachid Djaïdani, Karim El Dib, Julien Bœuf, Elamine Oumara
- Son : Rachid Djaïdani, Nicolas Becker, Margot Testemale, Julien Perez
- Montage : Rachid Djaïdani, Svetlana Vaynblat, Julien Bœuf, Karim El Dib, Linda Attab
- Musique : Sabrina Hamida, Karim Hamida, Atomik, Pedro LLinares, Aladin Jouni
- Production : Rachid Djaïdani
- Sociétés de production : Sabrazaï ; coproduction: les films des tournelles, Arte France Cinéma (coproduction)
- Distribution : Haut et Court
- Pays d'origine :  France
- Genre : comédie dramatique
- Langue : français
- Sortie : 14 novembre 2012
- Durée : 75 minutes

## Distribution
- Slimane Dazi : Slimane, le grand frère
- Stéphane Soo Mongo : Dorcy
- Sabrina Hamida : Sabrina
- Nina Morato : Nina
- Max Boublil : Ami de Dorcy
- Mourad Hocine :entraîneur de basket

## Distinctions

### Récompenses
Rengaine est en compétition pour la Caméra d'or dans le cadre de la Quinzaine des réalisateurs du Festival de Cannes 2012.
- Festival de Cannes 2012 : Prix FIPRESCI de la Critique internationale
- Festival de Deauville 2012 : Prix Michel-d'Ornano
- Festival international du film indépendant de Bordeaux 2012 : Lune d'Or
- Trophées francophones du cinéma 2013 : Trophée francophone de l'interprétation masculine pour Slimane Dazi

### Nominations
- Césars 2013 : Nommé au César du meilleur premier film

## Réception critique
La réception critique a été relativement enthousiaste. Le site français Allociné donne une note moyenne des critiques de 4,1 sur 5 pour 15 titres de presse.
- Le Figaroscope par Emmanuèle Frois : « Un Roméo et Juliette "black et beur" d'aujourd'hui qui dénonce le racisme et les préjugés entre les communautés noires et arabes. Un film coup de poing, puissant, traversé par la rage, l'émotion mais aussi l'humour. Une réussite ».
- Les Inrockuptibles par Romain Blondeau : « Du cinéma-guérilla fougueux et inventif ».
- Le Journal du dimanche par Danielle Attali : « Rachid Djaïdani signe un "petit" film de 1h15, percutant et libre, qui en dit cent fois plus que beaucoup d'autres sur l'amour, l'hypocrisie, les préjugés, le racisme qui séparent les communautés jusqu'à la haine ».
- Le Parisien par Pierre Vavasseur : « La démarche rappelle l’aventure, en 2011, de Donoma, de Djinn Carrenard, fabriqué à l’huile de coude et financé avec trois francs six sous ».
- Télérama par Cécile Mury : « ...nous voilà immergés dans la violence du réel. Une heure quinze d'énergie, de tchatche, d'instantanés brûlants ».
- Le Point par Florence Colombani : « ...objet un peu fragile, limité par son jeu avec les stéréotypes ».
- Cahiers du cinéma par Joachim Lepastier : « Le film déjoue (presque) toutes les craintes et témoigne d'une vraie envie de jeu et de cinéma qui défie les ingratitudes inhérentes à ses conditions de fabrication ».
- La Croix par Corinne Renou-Nativel : « Spontané et sincère, drôle et rempli d'énergie, le film souffre de maladresses. Mais la rengaine ("pas de mariage entre Noirs et Arabes"), accablante, montre l'absurdité du rejet et cache d'autres amours que la tradition rend impossibles ».
- Les Fiches du cinéma par Jef Costello : « Rengaine pointe les tensions inter-communautaires par le biais des a priori sociaux. La dénonciation est d'une grande maladresse, mais le récit ménage, grâce à ses comédiens, des séquences savoureuses ».
- Première par Frédéric Foubert : « Le constat que Rachid Djaïdani dresse serait franchement déprimant si le film n'était pas porté de bout en bout par un humour renversant, un culot monstre et une énergie sidérante ».
- Studio Ciné Live par Sophie Benamon : « ...aussi brut que l'était Spike Lee à ses débuts ».
- L'Express par Christophe Carrière : « ...transpire à chacune de ces séquences filmées en caméra numérique de manière parfois maladroite mais toujours avec l'envie de servir le propos plutôt que de l'illustrer platement ».
- Le Nouvel Observateur par Florence Raillard : : « Une façon pour Rachid Djaïdani d’intervenir dans le débat sur l’identité nationale ».
- Libération par Gérard Lefort : « ...fait penser aux variations de Jean Tardieu (...) On dirait un conte inédit d’Eric Rohmer. Un Rohmer à l’envers. Un Rohmer caillera ».
- Le Monde par Isabelle Regnier : « Rachid Djaïdani a déjà signé un contrat avec Anne-Dominique Toussaint, productrice des Beaux Gosses de Riad Sattouf (...) et un documentaire sur le graffeur Yaze ».
- La Dépêche : « On se croirait revenus aux premiers jump-cut, au montage anarchique d'un Jean-Luc Godard à ses débuts. La rengaine on la chante à en perdre la raison et on la combat jusqu'A bout de Souffle. Le social est politique, il a aussi sa poésie mais sans cui-cui planant. Une poésie oui, une poésie d'art brut ». (toutlecine.com)
- Rue89 par Ramses Kefi : « Pour faire plus vrai. « Rengaine », c’est un conte du béton qui cultive ses fantaisies – Sabrina a 40 frères – et adopte un côté artisanal attrayant ».
- Le Huffington Post par Éléonore Lawson : « Le ton, plein d'humour, adoucit cette problématique sérieuse, et nous permet de sortir de la salle avec le sourire et l'esprit revigoré ».
- El Watan par Rémi Yacine : « Roméo et Juliette version Barbès tient plus de Derrida que de Shakespeare ».
- El Watan (2) par Fayçal Métaoui : « Un film agaçant, à la limite de expérimental, dans lequel le jeune cinéaste prétend « casser » les règles en foulant aux pieds, l’essentiel, raconter correctement une histoire ».
- On n'est pas couché par Laurent Ruquier, Aymeric Caron et Natacha Polony[6]
- Jeune Afrique par Renaud de Rochebrune : « Considéré comme un film phénomène, il a reçu le prix de la critique internationale, catégorie sections parallèles, comme avant lui ceux d'immenses pointures telles que Nanni Moretti ou Michael Haneke ».
- Le Progrès interview de Mouloud Berkouki : « Le frère aîné de Sabrina devait être joué par un comédien qui était dans Chouchou, avec Gad Elmaleh. Mais il était trop efféminé »[7].
- La Règle du jeu par Laurent David Samama : « On pourrait, comme le très mauvais Fayçal Métaoui, critique cinéma du journal algérien El-Watan, voir en Rengaine un film facile. Mais voilà, au sortir de la salle, les spectateurs sont ravis. En dépit de quelques défauts volontaires (les gros plans omniprésents et les prises de vue flottantes du début), le film de Rachid Djaïdani est finement écrit, souvent très drôle et parfois même étonnant ».